# 鼠蝟亞科
鼠蝟亞科（學名：Galericinae）是哺乳動物的一個亞科，與刺蝟同屬蝟科，但身上沒有刺。該科物種的外形像老鼠，有用來平衡與調節體溫的無毛尾巴，採蹠行的方式行走。
鼠蝟亞科的動物大多為夜行性或黃昏行性的肉食性動物，在黃昏或夜晚時依靠氣味尋找獵物，偶爾也會吃水果與菇類。
鼠蝟亞科的動物生活在東南亞的叢林裡，分布在越南、蘇門答臘與馬來半島等地。

## 分類
鼠蝟亞科又被稱為鼩蝟亞科（Echinosoricinae）或毛蝟亞科（Hylomyinae），且有些學者較喜歡稱之為毛蝟亞科，因為該亞科既存的動物與鼠蝟屬間的具體關係仍不明確。鼠蝟亞科的既存物種共有5個屬及8個物種：
- †恐毛蝟屬 Deinogalerix
- †鼠蝟屬（英语：Galerix） Galerix
- 鼩蝟屬 Echinosorex
  - 刺氏鼩蝟 Echinosorex gymnura
- 毛蝟屬 Hylomys
  - 長耳毛蝟（英语：Hylomys megalotis） Hylomys megalotis
  - 侏儒毛蝟（英语：Hylomys parvus） Hylomys parvus
  - 小毛蝟 Hylomys suillus
- 新毛蝟屬 Neohylomys
  - 海南新毛蝟 Neohylomys hainanensis
- 中國鼩蝟屬 Neotetracus
  - 中國鼩蝟 Neotetracus sinensis
- 裸足蝟屬 Podogymnura
  - 迪納加特裸足蝟（英语：Podogymnura aureospinula） Podogymnura aureospinula
  - 裸足蝟（英语：Podogymnura truei） Podogymnura truei